# Randegg
Randegg  är en ort och kommun  i Österrike. Den ligger i distriktet Scheibbs i förbundslandet Niederösterreich, 110 km väster om huvudstaden Wien.
Kommunen består av tio orter (Ortschaften) (inom parentes invånarantal 1 januari 2024):

- Franzenreith (101)
- Graben (57)
- Hinterleiten (109)
- Hochkoglberg (141)
- Mitterberg (113)
- Perwarth (380)
- Puchberg bei Randegg (236)
- Randegg (359)
- Schliefau (199)
- Steinholz (144)